# Памятник Пушкину (Москва, Бауманская улица)
Па́мятник Пу́шкину на Бауманской улице в Москве — скульптурное изображение (бюст), установленное на месте предполагаемого рождения русского поэта и писателя Александра Сергеевича Пушкина.

## История
Памятник был сооружён вблизи того места, где ранее находился дом по Немецкой (ныне — Бауманская) улице, в котором, как предполагалось, 26 мая (6 июня) 1799 года родился русский поэт и писатель Александр Сергеевич Пушкин (1799—1837). Более поздние исследования, проведённые уже после установки памятника, показывают, что место рождения Пушкина скорее находится на соседней Малой Почтовой улице. Деревянный дом № 40 был снесён в советское время, на его месте была построена школа № 345, названная именем Пушкина. Памятник был открыт 31 октября 1967 года.

## Описание
Памятник был сооружён по проекту скульптора Екатерины Белашовой и архитектора Ю. О. Соколова. Скульптурная композиция представляет собой бронзовый бюст, установленный на высоком четырёхгранном постаменте из полированного гранита. Отличие памятника от многочисленных других памятников Пушкину состоит в том, что он изображает поэта в юном возрасте. На стене соседней школы находится мемориальная доска из красного гранита с бронзовым барельефом Пушкина, созданная скульптором Константином Кошкиным. На мемориальной доске находится следующая надпись:
3десь был дом, в котором 26 мая (6 июня) 1799 года родился А. С. Пушкин